# یواس‌اس نوادا (بی‌بی-۳۶)
یواس‌اس نوادا (بی‌بی-۳۶) (به انگلیسی: USS Nevada (BB-36)) یک کشتی بود. این کشتی در سال ۱۹۱۴ ساخته شد.